# Speikboden (Venedigergruppe)
Der Speikboden, auch Speikbodenhöhe, ist mit einer Höhe von 2653 m ü. A. der Hausberg von St. Veit in Defereggen in Osttirol.
Der Gipfel ist ein Plateau, das leicht nach Norden abfällt. Nachbarberge sind der Gritzer Riegel (2736 m) im Westen und der Donnerstein (2725 m) im Osten. Der Name des Berges leitet sich vom Vorkommen der Klebrigen Primel ab, die hier als Speik bezeichnet wird und auf kalkarmen Böden bis zu einer Höhe von 3000 m vorkommt.
Der Speikboden ist über markierte Wanderwege leicht zu besteigen und ermöglicht eine gute Aussicht etwa auf Glocknergruppe, Venedigergruppe, Panargenkamm und Rieserfernergruppe.